# アレックス・カッツ
アレックス・カッツ（Alex Katz, 1927年7月24日 - ）は、アメリカ合衆国のポップアート運動に参加した美術家（フィギュラル・アーティスト）。特に絵、彫刻、版画が有名である。

## 経歴と作品
1927年7月24日、ニューヨーク州のブルックリンでユダヤ人一家の家庭に生まれる。父親はウクライナのオデッサで所有していた工場を失い、国外に移住。 1928年にクイーンズのセント・オールバンズに引っ越し、そこで幼少期を過ごす。
1946年から1949年まではニューヨークのクーパーユニオンで、1949年から1950年まではメイン州のスカウヒーガン絵画彫刻学校（英語: Skowhegan School of Painting and Sculpture）で学ぶ。スカウヒーガンでは実物の絵画に触れ、それが画家として大きな影響を与え、スカウヒーガンでの戸外制作が「絵画に人生を捧げる理由」を与えてくれたと語るほど、今日でも彼の制作活動の中心となっている
1954年から1960年にかけて静物画、メイン州の風景画、小人物を描いた小さなコラージュを多数制作。
1954年、最初の個展がニューヨークのロコ・ギャラリーで開催。
1957年のギャラリーオープニングで、ニューヨーク大学で生物学を学んでいたエイダ・デル・モロと出会い、二人は1958年2月1日に結婚。
1960年、息子ヴィンセント・カッツを授かる。ヴィンセント・カッツにはアイザックとオリバーという二人の息子がおり、彼らはカッツの絵画の題材にもなっている。
画家としての最初の10年間、カッツは1000枚の絵を破棄したことを認めた。1950年代以降、カッツは美術家として成長し、自身が「考えられる以上に不変の」絵を描くことを試みるという意味で、より自由な作品を創作することを試みた。カッツの作品はシンプルに見えるが、カッツによれば、それらはより縮小されていて、自分の個性に合っているということである。
1994年、クーパー・ユニオン美術学校は、カッツに寄贈された10点の絵画を売却したことでもたらされた基金とともに「Alex Katz Visiting Chair in Painting」を作った。
ファイドン・プレス（Phaidon Press）は2005年にCarter Ratcliff、Robert Storr、Iwona Blazwick共著の図解概説書『Alex Katz』を出版した。
ここ10年カッツの美術は広く世界に受け入れられ、現在多くの若い世代の芸術家に影響を与えている。2007年、カッツはニューヨーク州美術館（New York State Museum）で個展を開いた。
80歳になったカッツは小さな美術界での最小限の名声から飛び出し、主要なアメリカ合衆国の画家と見られるようになった。カッツは仲間の美術家たちからより尊敬を受け、若い発展途上の美術家たちはカッツを偶像視している。
2007年、カッツの作品展がシカゴのリチャード・グレイ・ギャラリー、ニューヨークのロバート・ミラー・ギャラリーとペース・ウイルデンスタイン（ギャラリー）で催された。
1954年以降、メイン州リンカンヴィル（Lincolnville, Maine）のサマーレジデンスで、カッツは地元のコルビー大学との関係を深めている。コルビー大学は1984年にカッツに名誉博士号を授与した。1996年10月、コルビー大学美術館は、カッツが寄贈した400点以上の油絵、コラージュ、版画をおさめた新棟をオープンさせた。
カッツの作品は、テート・モダン、ニューヨーク近代美術館も所蔵している。